# Milo z Angers
Milo z Angers (zm. 10 października 1103 w Marsigny) – francuski benedyktyn, biskup Palestriny od około 1095 roku.
Początkowo był mnichem benedyktyńskim w klasztorze Saint-Aubin w Angers. W listopadzie 1092 roku był członkiem klasztornej delegacji w kurii papieża Urbana II (1088-1099). Po synodzie w Clermont (listopad 1095), na którym Urban II ogłosił wezwanie do krucjaty, działał jako jego legat w prowincji Anjou. Prawdopodobnie był już wówczas kardynałem biskupem Palestriny. Uczestniczył w papieskiej elekcji 1099 i był jednym ze współkonsekratorów wybranego wówczas papieża Paschalisa II (1099-1118). Podpisywał bulle papieskie między 23 marca 1100 a 21 marca 1102. Od 1102 roku działał jako legat papieski we Francji. W trakcie tej legacji zmarł.